# Lilou Lluís Valette
Lilou Lluís Valette (28 de julho de 2006) é uma nadadora artística espanhola.

## Carreira
Lluís nasceu em 28 de julho de 2006. Ela cresceu em Perpignan, França, e mais tarde em Madrid, Espanha, onde competiu ainda jovem na natação sincronizada pelo clube CNS Fabio Nelli. Mais tarde, ela foi membro do AD Sincro Retiro. Ela ganhou uma medalha de prata individual em sua faixa etária no Campeonato Espanhol de Inverno de 2021 e mais tarde naquele ano foi convocada para a seleção juvenil, competindo no Campeonato Europeu e na Copa do Mediterrâneo.
Lluís representou a Espanha no Campeonato Mundial Júnior de Natação Artística da FINA de 2022, onde ganhou duas medalhas de ouro e três de prata. Em 2023, aos 16 anos, ela competiu na Copa do Mundo de Natação Artística Aquática, ganhando duas medalhas de prata, incluindo na prova solo livre. Ela também ganhou duas medalhas de ouro - nas provas de dupla livre e solo - no campeonato nacional espanhol de 2023.
Em 2024, Lluís era uma estudante do ensino médio. Ela foi uma das quatro nativas de Madri selecionadas para competir no Campeonato Mundial de Esportes Aquáticos de 2024, onde participou de dois eventos. No Campeonato Mundial de Esportes Aquáticos, ela ajudou a Espanha a ganhar a medalha de prata no evento técnico por equipe. Nos Jogos Olímpicos de Verão de 2024, em Paris, conquistou a medalha de bronze na competição por equipes na natação artística, ao lado de Txell Ferré, Marina García Polo, Meritxell Mas, Alisa Ozhogina, Paula Ramírez, Iris Tió e Blanca Toledano.